# GS Larisas Faros
GS Larisas Faros  vollständig Gymastikos Syllogos Larisas Faros (griechisch Γυμναστικός Σύλλογος Λάρισας Φάρος, deutsch: Turnverein Larisas Faros), auch bekannt unter dem Namen GSL Faros ist  ein griechischer Basketballverein aus Larisa.

## Historie
Im Sommer 2017 fusionierte die in die Basket League aufstiegsberechtigte Basketballsektion des AO Faros Keratsiniou mit der damals ebenfalls in der A2 Ethniki spielenden Basketballabteilung des GS Larisa. Als nun eigenständiger Verein beantragte die Vereinsführung eine Spiellizenz für die Saison 2017/18, die sie, unter der Leitung von Trainer Thanasis Skourtopoulos, auf dem elften Rang beenden konnte. Mit Genehmigung der ESAKE wurde im Sommer 2018 die Spielberechtigung für die Basket League auf den Verein Ifaistos Limnou übertragen.